# Поляков, Юрий Александрович (депутат)
Ю́рий Алекса́ндрович Поляко́в (10 августа 1936, Юровка, Краснодарский край — пропал без вести 2 или 3 декабря 1996) — депутат Государственной думы Российской Федерации второго созыва. Был членом фракции «Народовластие». Пропал без вести в декабре 1996 года. Предположительно убит бандитами.

## Образование и трудовая деятельность
Родился 10 августа 1936 года в селе Юровка Анапского района (ныне — Краснодарского края) в крестьянской семье. В 1954 году окончил среднюю школу, работал в тресте «Абиннефть». Служил в группе Советских войск в Германии, демобилизован в 1958 году.
В 1963 году окончил зоотехнический факультет Кубанского сельскохозяйственного института. Кандидат экономических наук. С 1963 года работал зоотехником колхоза «Октябрь», его председателем, директором совхоза «Индустриальный» Тимашёвского района, первым заместителем председателя Краснодарского крайагропрома, первым секретарём Выселковского и Динского райкомов партии.
С 1989 года — председатель колхоза «Октябрь» Калининского района, избирался депутатом Краснодарского краевого Совета народных депутатов, Законодательного собрания Краснодарского края. Заслуженный работник сельского хозяйства России.
В 1995 году был избран депутатом в Госдуму от одномандатного избирательного округа № 42 Прикубанского округа Краснодарского края (был выдвинут кандидатом в депутаты избирательным блоком «Власть — народу!»). Вошёл в депутатскую группу «Народовластие», был членом Комитета по бюджету, налогам, банкам и финансам.
Будучи депутатом Госдумы, одновременно работал консультантом правления колхоза «Октябрь». Проживал он неподалёку от места своей работы — в станице Старовеличковской. В Краснодарском крае имел предпринимательские интересы, занимался перепродажей нефти.

## Исчезновение
29 ноября 1996 года Поляков приехал в станицу Старовеличковскую Калининского района Краснодарского края, где он возглавлял колхоз «Октябрь».
Утром 2 декабря он вышел из дома и отправился осматривать хозяйство. Около десяти часов вечера он с сопровождающими колхозниками вернулся в центральную усадьбу. Оттуда он позвонил жене и сообщил, что идёт домой и вышел из здания. После этого Полякова никто не видел.
Наиболее вероятной считается версия похищения и последующего убийства депутата. В преступлении подозревают сотника Тимашёвского куреня Даманина и есаула Трифонова. По некоторым сведениям, депутат был захвачен бандитами 2 декабря около 10 часов вечера.
Вечером 3 декабря 1996 года в прокуратуру Калининского района Краснодарского края поступило заявление от его жены об исчезновении. В этот день Поляков должен был присутствовать на заседании колхоза, но там так и не появился.
Юрия Александровича скрывали на хуторе Некрасово Тимашёвского района. Как указано в материалах дела, «систематически избивали, подвергали его глумлению, издевательствам и пыткам, вымогая деньги».
По одной из версий, в середине декабря Поляков был убит, однако его тело обнаружено не было.
3 июня 1999 года полномочия Полякова в Госдуме были прекращены. Предварительное следствие 3 июля 1999 года было приостановлено в связи с тем, что не было установлено лицо, подлежащее к привлечению в качестве обвиняемого.

## Возобновление уголовного дела
После массового убийства в станице Кущёвской Краснодарского края в ноябре 2010 года группа депутатов Госдумы от КПРФ обратилась к председателю Следственного комитета при прокуратуре Александру Бастрыкину с требованием возобновить уголовное дело. Депутаты также попросили проверить версию о возможной причастности к этому делу членов «кущёвской» преступной группировки.
9 декабря 2010 года производство по делу было возобновлено. В ответном письме депутатам от заместителя председателя Следственного комитета В. И. Пискарева говорилось: «Руководителю следственного управления по Краснодарскому краю поручено обеспечить полное и всестороннее исследование обстоятельств дела, также тщательно проверить следственным путём указанную Вами версию».
На сайте КПРФ говорится:

Расследуя исчезновение депутата Госдумы Юрия Полякова, входившего в группу «Народовластие», сотрудники правоохранительных органов разоблачили особо опасную банду, которая действовала под прикрытием кубанского казачьего движения. Преступники облагали данью коммерческие структуры, похищали с целью выкупа людей и совершали вооружённые налёты. Однако доказать причастность банды к исчезновению и убийству депутата Полякова не удалось. Его убийцы до сих пор неизвестны.